# Vladimir Georgievič Sorokin
Vladimir Georgievič Sorokin (in russo Владимир Георгиевич Сорокин?; Bykovo, 7 agosto 1955) è uno scrittore, drammaturgo, pittore e sceneggiatore russo, uno dei più importanti rappresentanti del concettualismo nella letteratura russa.

## Biografia
Nel 1977 terminò gli studi presso l'istituto di Petrolio e Gas "Gubkin" di Mosca, specializzandosi in ingegneria meccanica. Una volta laureato, Sorokin per un anno lavorò per la rivista Smena, da dove venne poi licenziato per il rifiuto di entrare nel Komsomol. Ha partecipato a molte mostre come pittore prima di cimentarsi nella letteratura. Il suo primo romanzo venne pubblicato a Parigi nel 1985, con il nome La coda (Očered'), per il quale ha ricevuto il premio del ministero della cultura tedesco. All'estero è conosciuto soprattutto in Germania, ma è stato tradotto anche in inglese, francese, olandese, finlandese, svedese, italiano, polacco, giapponese e coreano.
In Italia sono stati pubblicati i romanzi La coda (traduzione di Pietro A. Zveteremich), edito da Guanda nel 1988, Ghiaccio (Lëd; traduzione di Marco Dinelli), edito da Einaudi nel 2005; La giornata di un opričnik (traduzione di Denise Silvestri), edito da Atmosphere libri nel 2014, ha vinto la IX edizione del Premio Gregor von Rezzori (2015), dedicato alla migliore opera di narrativa straniera pubblicata in Italia; La Tormenta (traduzione di Denise Silvestri), Bompiani 2016, Cremlino di zucchero (traduzione di Denise Silvestri), Atmosphere libri 2016, e Manaraga. La montagna dei libri (traduzione di Denise Silvestri), Bompiani 2018. Nel 2024 è stato pubblicato il suo racconto L’Eros di Mosca, edizione bilingue con testo a fronte russo-italiano (traduzione di Maria Emelianova), Damocle Edizioni. 
Ha lasciato la Russia dopo l'invasione russa dell'Ucraina del 2022.